# O Pedrouzo
O Pedrouzo en galicien (nom officiel), ou Pedrouzo en castillan, est une localité de la parroquia (paroisse civile) de Santaia de Arca (gl) dans la commune galicienne (concello) d'O Pino, comarque de Arzúa, province de La Corogne, communauté autonome de Galice, au nord-ouest de l'Espagne.
Cette localité du concello d' O Pino est traversée par le Camino francés du Pèlerinage de Saint-Jacques-de-Compostelle.

## Patrimoine et culture

### Pèlerinage de Compostelle
Le Camino francés du Pèlerinage de Saint-Jacques-de-Compostelle traverse le territoire de la localité d' O Pedrouzo, en venant du hameau d'A Rúa dans le concello d'O Pino.
La halte suivante est le village de San Antón, dans le même concello d'O Pino.